# Sie (Stephen King)
Sie (im englischen Original: Misery) ist ein 1987 vom New Yorker  Viking-Verlag publizierter Roman von Stephen King. Die deutsche Übersetzung des Thrillers von Joachim Körber wurde im selben Jahr vom Heyne Verlag herausgegeben.

## Inhalt
Paul Sheldon ist ein berühmter Schriftsteller. Seine beliebtesten Bücher handeln von der Serienheldin Misery Chastain. Paul hasst diese Buchreihe allerdings. Als er sein neues Buch Schnelle Autos in einem von ihm immer zu diesem Zweck benutzten Hotelzimmer beendet hat, macht er sich auf in Richtung Colorado, wo er einen Verkehrsunfall erleidet und ohnmächtig wird. 
Im Haus der ehemaligen Krankenschwester Annie Wilkes erwacht er aus dem Koma. Sie ist ein großer Fan des 42-jährigen Autors. Vor allem liebt sie seine Misery-Bücher. Nach einigen Tagen bemerkt Paul bei Annie Zeichen einer Geistesstörung. Sie bringt Paul nicht ins Krankenhaus, sondern isoliert ihn bei sich zu Hause, ohne jemandem Bescheid zu sagen. Paul, der sich beide Beine mehrmals gebrochen hat, ist nicht in der Lage zu fliehen. Sie macht ihn süchtig nach schmerzstillenden Medikamenten und hat so Macht über ihn. Annie liest das Manuskript von Pauls neuem Buch Schnelle Autos. Es gefällt ihr nicht, da es nicht von ihrer Lieblingsheldin Misery handelt. 
Als Annie sich das neueste, gerade erschienene Misery-Buch kauft, wird sie wütend, weil Paul seine Heldin Misery am Ende sterben lässt. In einem zornigen Akt der Rache zwingt sie ihn, das Manuskript Schnelle Autos zu verbrennen. Außerdem soll er für sie ein neues Misery-Buch schreiben, in dem diese wieder zum Leben erwacht. Als Annie herausfindet, dass Paul das Krankenbett in ihrer Abwesenheit verlassen hat und ein Messer versteckt hält, hackt sie ihm mit einer Axt den linken Fuß ab. Später trennt sie ihm mit einem elektrischen Küchenmesser den Daumen von der linken Hand. 
Paul schreibt das Buch, und nach etwa sechs Monaten ist es fertig. Zur Feier der Fertigstellung des Buches hat Paul ein furioses Finale geplant. Er gibt vor, mit Annie das Ereignis feiern zu wollen, bevor sie beide gemeinsam den Suizid wählen. Als es so weit ist, täuscht Paul vor, das Manuskript zu verbrennen, und tötet Annie in einem heftigen Kampf.

## Wissenswertes
- Ursprünglich planten King und der Viking-Verlag, den Roman unter dem Pseudonym Richard Bachman herauszugeben, da die Publikationen unter dem Pseudonym größtenteils übernatürlicher Elemente entbehrten. Die Enttarnung durch einen Buchhändler führte jedoch dazu, dass Sie regulär als Stephen-King-Werk veröffentlicht wurde.
- 1990 wurde das Buch unter dem Originalbuchtitel Misery von Regisseur Rob Reiner mit Kathy Bates und James Caan verfilmt. Der Film war ein großer Publikumserfolg und brachte Bates einen Oscar ein. Stephen King äußerte sich positiv zu dieser Adaption.
- Stephen King wurde 1988 für den Roman in der Kategorie „Best Novel“ mit dem Bram Stoker Award ausgezeichnet.
- Annie weiß von Jack Torrance, dem Hausmeister des Overlook-Hotels (Shining), denn sie erzählt Paul von ihm. („Es handelte sich um ein berühmtes altes Hotel namens Overlook. Es ist vor zehn Jahren abgebrannt. Der Hausmeister hat es niedergebrannt. Er war verrückt. Jeder in der Stadt hat das gesagt.“)
- Romane von Paul Sheldon werden von vielen Figuren in Kings Werken gelesen: von Naomi Higgins (Der Bibliothekspolizist in Nachts), von Ellen Carver (Desperation) und auch von Rose Daniels (Das Bild), die ein Buch liest, das in Sie nicht vorkommt: Miserys Reise.
- Radio Bremen und der Süddeutsche Rundfunk produzierten 1994 den Stoff unter dem Filmtitel Misery als Hörspiel mit Brigitte Janner als Annie Wilkes und Werner Rehm als Paul Sheldon.

Stephen King war jahrelang alkohol- und kokainabhängig und machte sich Gedanken, inwieweit die Sucht sein Schreiben beeinflusst. King hatte Angst, ohne Drogen nicht mehr schreiben zu können. In seinem Roman Misery sieht er seine Abhängigkeit in der Figur Annie Wilkes personifiziert. „Da wird ein Schriftsteller von einer geistesgestörten ehemaligen Krankenschwester gefangengehalten. Sie war mein Delirium. Sie war meine Metapher für meine Sucht. Eine verrückte Krankenschwester“, erzählte Stephen King dem Spiegel.

## Hörbücher
- Stephen King: Sie (Audible, 2011, gelesen von David Nathan)
- Stephen King: Misery (gelesen von Lindsay Crouse), Blackstone Pub 2020, ISBN 978-1797107318